# Musil Cedegolo - Museo dell'energia idroelettrica di Valle Camonica
Il Museo dell'energia idroelettrica di Valcamonica, parte della rete del Museo dell'industria e del lavoro di Brescia, ha sede nella ex Centrale idroelettrica SEB di Cedegolo. 
L'energia idroelettrica è alla base dell'industrializzazione italiana e trova in Valle Camonica una delle sue fonti principali sin dai primi anni del Novecento, quando la “corsa all'oro bianco” spinse grandi industriali a contendersi i diritti di derivazione, cioè di utilizzo a fini commerciali dei molti corsi d'acqua della valle.

## L'edificio
La centrale di Cedegolo, costruita nel 1909-1910, è opera di Egidio Dabbeni, ingegnere con specializzazione in architettura attivo quasi esclusivamente nel contesto bresciano, ma in rapporto diretto con la migliore cultura architettonica del suo tempo. La costruzione si inserisce nel filone della prima architettura moderna per l'uso precocissimo del cemento armato (invenzione di fine Ottocento che ebbe in Dabbeni un virtuoso di fama europea), per la geometria rigorosa della struttura e per la chiara corrispondenza tra spazi e funzione: la trasformazione e la distribuzione nei quattro piani del volume lato strada, la produzione nel corpo lato fiume, servizi e manutenzione nella torre, di alcuni anni successiva, agganciata ortogonalmente alla sala macchine. 
Nel settembre 2000 il Comune di Cedegolo acquistò il fabbricato da una società del Gruppo Enel allo scopo di realizzarvi un museo dedicato all'energia idroelettrica, inaugurato nel 2008.

## Il museo
L'esposizione permanente racconta il percorso dell'acqua, dal suo formarsi nell'atmosfera al suo precipitare sulla terra, dal suo condensarsi in ghiaccio al suo raccogliersi nei laghi alpini, dal suo imbrigliamento in dighe artificiali sino all'arrivo nella centrale idroelettrica, dove si trasforma in elettricità. La comunicazione di contenuti scientifici avviene in dialogo con reperti tecnologici carichi di storia, mentre testimonianze di lavoratori, tecnici, gente comune, fanno da controcanto a filmati che esaltano, grazie alla maestria di Ermanno Olmi, gli anonimi protagonisti della costruzione dei grandi impianti idroelettrici alpini. 
Gli ampi spazi, a partire dal suggestivo sotterraneo, sono dedicati a eventi e mostre temporanee.
Nel 2015 il museo è stato riconosciuto quale anchor point dell’European Route of Industrial Heritage, la "strada" con cui il Consiglio d'Europa raccoglie i principali siti del patrimonio industriale continentale.

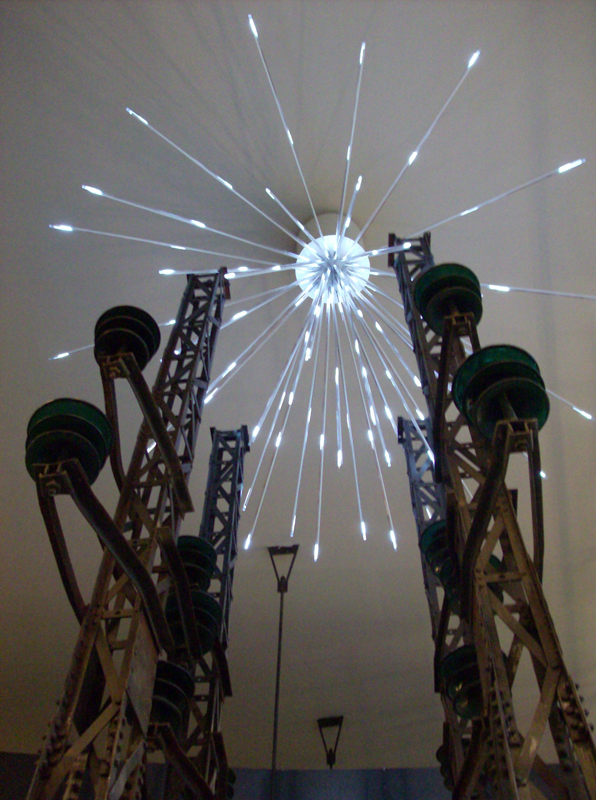
Interno
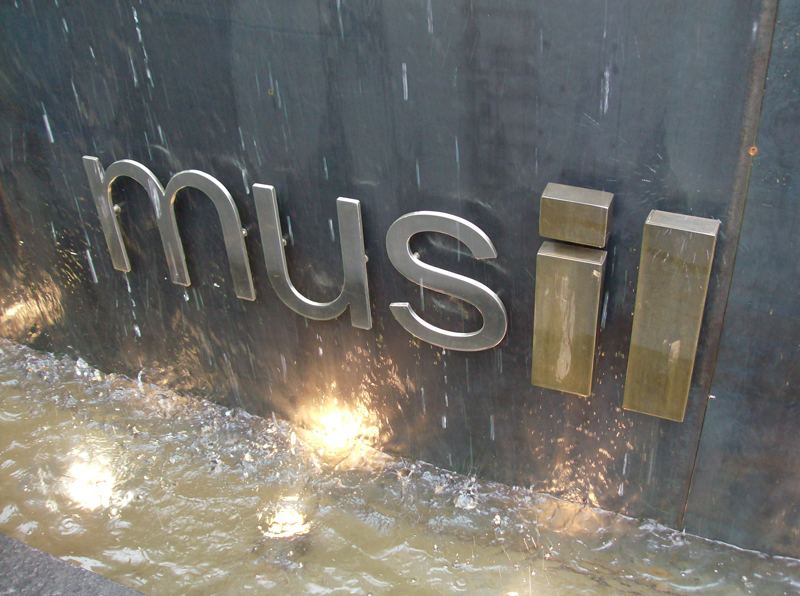
Musil
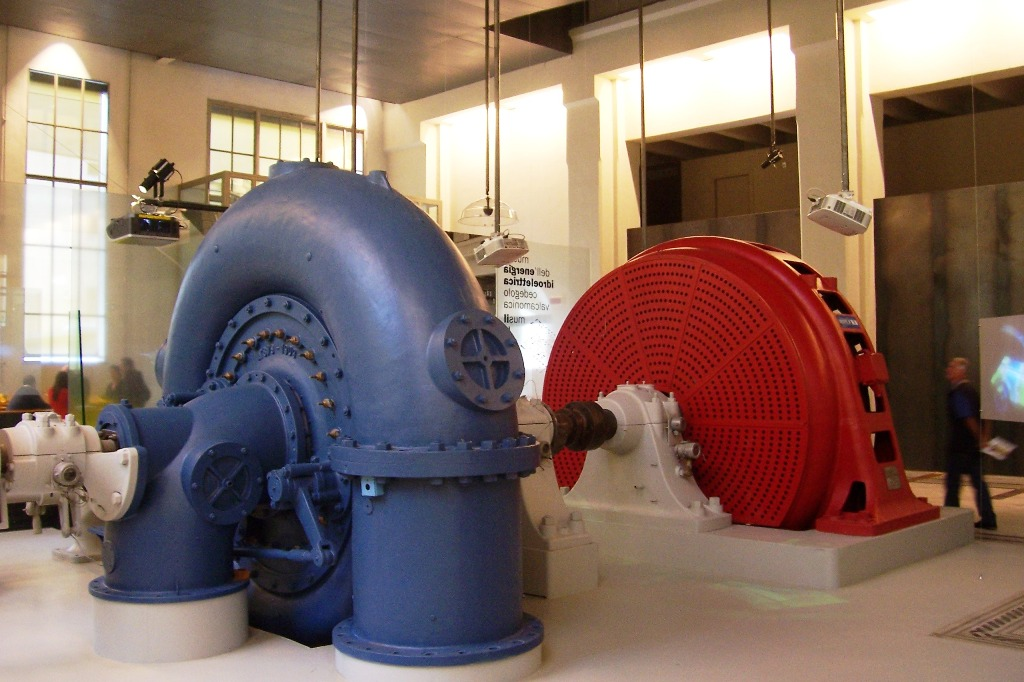
Turbina Francis